# Sosnówko
Sosnówko [pronunciación en polaco: /sɔsˈnufkɔ/]; anteriormente en alemán: Neu Zozenow) es un pueblo en el distrito administrativo de Gmina Resko, dentro del Distrito de Łobez, Voivodato de Pomerania Occidental, en el noroeste de Polonia. Se encuentra aproximadamente 8 kilómetros al este de Resko, 19 kilómetros al norte de Łobez, y 74 kilómetros al noreste de la capital regional,Szczecin.